# Tõnu Trubetsky

Tõnu Trubetsky in Estland (1982)

Tõnu Trubetsky (* 24. April 1963 in Tallinn, Estnische SSR; auch Tony Blackplait) ist ein estnischer Punkrock-Sänger, Dichter und Anarchist.

## Werdegang
Trubetsky kam 1963 als ältester Sohn des als Bajanspieler bekannten Jaan Trubetsky und dessen Frau Leili Rikk im zur Sowjetunion gehörenden Tallinn zur Welt. Dort besuchte er eine Schule und wählte den Ausbildungsschwerpunkt Theaterunterricht. Nach seinem Schulabschluss 1982 diente er in der sowjetischen Armee.
Seine musikalische Karriere begann er 1977 mit seinem Freund Anti Pathique, einem Punkrock-Gitarristen. Zusätzlich arbeitete er als Sessionmusiker und schrieb an eigenen Liedern, die er mit Teet Tibar zu Demoaufnahmen verarbeitete. Nach seiner Entlassung aus dem Militärdienst 1984 gründete er die Punkband Vennaskond, die noch immer besteht und während der 1980er Jahre eine der führenden Punkbands in Estland war. Nebenbei sang er auch noch bei einigen anderen Punkbands wie Felis Ultramarinus, Vürst Trubetsky & J.M.K.E., The Un Concer und The Flowers of Romance. Bei Operatsioon Õ war er 1995 als Gitarrist aktiv.
Wegen ihres anarchistischen Gedankenguts war die Gruppe Vennaskond in der Sowjetunion Repressalien ausgesetzt. Anfang 1991 musste Tõnu Trubetsky gemeinsam mit den anderen Vennaskond-Mitgliedern nach Finnland flüchten und kehrte erst mit Wiedererlangung der estnischen Unabhängigkeit in die Heimat zurück. Während dieser Abwesenheit erschien das erste Album von Vennaskond. 
Trubetsky arbeitete nach seiner Rückkehr nach Tallinn als Wächter bei der Produktionsfirma ETKVL Kooperaator, als ihn 1992 der finnische Regisseur Pekka Karjalainen anbot, in dem Film Hysteria mitzuspielen, der unter anderem mit einem Jussi-Award ausgezeichnet wurde. Trubetsky sang in dem Film das Lied „Riga My Love“.
Weiter schreibt er auch Artikel für Musikzeitschriften, unter anderem „Interview with Suzi Quatro“ in Hommikuleht und „Who Killed Sid Vicious?“ in Muusik. Er verfasst Gedichte und veröffentlichte mit Koautor Anti Pathique einige Science-Fiction-Romane.
Seit 1992 ist Trubetsky Mitglied bei Amnesty International und seit 1995 bei der Maavalla Anarhistlik Liit, einer estnischen Anarchistenvereinigung. Bei der Parlamentswahl 2007 und bei der Europawahl 2009 war er Kandidat der estnischen Grünen. Im August 2010 wurde er Mitglied der Estnischen Zentrumspartei, die er jedoch noch im selben Jahr wieder verließ, nachdem er sich schikaniert und bedroht fühlte.

## Diskografie

### Vennaskond
- 1991: Ltn. Schmidt’i pojad (MC, Vennaskond)
- 1991: Girl in Black (Vinyl-Single, Vennaskond)
- 1992: Rockipiraadid (MC, Theka)
- 1993: Usk. Lootus. Armastus (MC, CD, EHL Trading/Vennaskond)
- 1993: Vaenlane ei maga (MC, Vennaskond)
- 1993: Balts Bite Back! (MC, CD, Kompilation, Stupido Twins/Zona)
- 1994: Võluri tagasitulek (MC, Vennaskond)
- 1995: Inglid ja kangelased (MC, CD, Vennaskond)
- 1996: Mina ja George (MC, CD, Vennaskond)
- 1996: Rock. Pop in the East (2CD, Kompilation, RFI)
- 1997: Reis Kuule (MC, CD, Vennaskond)
- 1997: Europodium. Top of the European Pops (CD, Kompilation, RFI Musique)
- 1999: Insener Garini hüperboloid (MC, Kompilation, Vennaskond)
- 1999: Priima (2MC, 2CD, Kompilation, HyperElwood)
- 1999: Warszawianka (MC, CD, HyperElwood)
- 2001: Ma armastan Ameerikat (MC, CD, DayDream Productions/Kaljukotkas/Remavert)
- 2001: News from Nowhere (MC, CD, Kaljukotkas/DayDream/Remavert)
- 2003: Subway (CD, Vennaskond)
- 2005: Rīgas Kaos (LP, Līgo)

### Vürst Trubetsky & J. M. K. E.
- 2000: Rotipüüdja (MC, CD, Melodija/Kaljukotkas)

### The Flowers of Romance
- 2004: Sue Catwoman (CDEP, MFM Records)
- 2004: Sue Catwoman (CD, The Flowers of Romance)
- 2006: Paris (CD, Līgo)
- 2006: Punk Occupation 12 (CD, Kompilation, Feńka R'n'R/Crazy Rat)

## Filmografie

### Als Produzent
- 1998: Vennaskond. Millennium (VHS, 90 min., Faama Film/Trubetsky Pictures)
- 2001: Vennaskond. Ma armastan Ameerikat (VHS, 140 min., DayDream Productions/Trubetsky Pictures)
- 2004: Vennaskond. Sügis Ida-Euroopas (2DVD, 185 min., DayDream/Trubetsky Pictures)

### Als Schauspieler
- 1987: Serenade
- 1987: The Sweet Planet
- 1987: War
- 1992: Hysteria
- 2004. Moguchi

## Bibliografie
- 1989: Pogo. ISBN 5-450-00197-5
- 1992: Angels and Heroes. (mit Anti Pathique)
- 1994: Anarchy. ISBN 9985-55-011-0
- 1994: Lady in Blue. (mit Anti Pathique)
- 1996: Me and George.
- 2000: Trubetsky. ISBN 9985-66-199-0
- 2002: Angels and Heroes. ISBN 9985-9448-1-X (mit Anti Pathique and Juhan Habicht)
- 2003: The Anarchists. ISBN 9985-9448-8-7
- 2007: Susi jutud. ISBN 978-9985-9805-1-4 (mit Anti Pathique)